# 哀思鮈麗魚
哀思鮈麗魚，為輻鰭魚綱鱸形目隆頭魚亞目慈鯛科的其中一種，被IUCN列為瀕危保育類動物，分布於非洲喀麥隆十字河上游流域，體長可達7公分，棲息在礫石底質、水流快速的溪流，以岩縫、洞穴為巢，以岩石上的藻類及附著生物為食，生活習性不明。